# 达鲁尔
达鲁尔（Dharur），是印度马哈拉施特拉邦Bid县的一个城镇。总人口18350（2001年）。

## 人口
该地2001年总人口18350人，其中男性9552人，女性8798人；0—6岁人口2749人，其中男1482人，女1267人；识字率64.69%，其中男性为74.01%，女性为54.57%。